# Prosper-René Blondlot
Prosper-René Blondlot (3 de julio de 1849 - 24 de noviembre de 1930) fue un físico francés, especializado en el estudio de las ondas electromagnéticas. Es recordado sobre todo por su "descubrimiento" erróneo de los rayos N, un fenómeno que posteriormente resultó ser ilusorio.

## Semblanza
Blondlot nació en Nancy, Francia, y pasó la mayor parte de sus primeros años allí, enseñando física en la Universidad. Recibió tres prestigiosos premios de la Academia de Ciencias de Francia por su trabajo experimental sobre las consecuencias de la teoría electromagnética de Maxwell.
Para demostrar que el efecto Kerr responde a un campo eléctrico aplicado en decenas de microsegundos, Blondlot, en colaboración con Ernest-Adolphe Bichat, adaptó el método del espejo giratorio que Léon Foucault había aplicado para medir la velocidad de la luz. Desarrolló además el espejo giratorio para medir la velocidad de la electricidad en un conductor, fotografiando las chispas emitidas por dos conductores, uno de ellos 1,8 km más largo que el otro, y midiendo el desplazamiento relativo de sus imágenes. Así estableció que la velocidad de la electricidad en un conductor es muy similar a la velocidad de la luz.
En 1891, hizo la primera medición de la velocidad de las ondas de radio, midiendo la longitud de onda usando las líneas de Lecher. Usó 13 frecuencias diferentes entre 10 y 30 hercios y obtuvo un valor promedio de 297.600 km/s, que está dentro del 1% del valor actual para la velocidad de la luz. Esta fue una confirmación importante de la teoría de James Clerk Maxwell de que la luz era una radiación electromagnética como las ondas de radio.
En 1903, Blondlot anunció que había descubierto los rayos N, una nueva especie de radiación. El "descubrimiento" atrajo mucha atención durante el año siguiente hasta que Robert Williams Wood demostró que los fenómenos eran puramente subjetivos y sin origen físico. La Academia de Ciencias de Francia otorgó el Premio Leconte de 1904 (dotado con 50.000 francos) a Blondlot, aunque en la justificación del premio se citaba la totalidad de su trabajo en lugar del descubrimiento de los rayos N.
Poco se sabe sobre los últimos años de Blondlot. William Seabrook cita en su biografía de Robert Williams Wood titulada "Doctor Wood", que Blondlot se volvió loco y murió, supuestamente como resultado de su exposición pública al fiasco de los rayos N: "Esta trágica exposición eventualmente condujo a la locura y muerte de Blondlot". Usando una redacción casi idéntica, esta aseveración fue repetida más tarde por Martin Gardner: "La exposición de Wood condujo a la locura y muerte de Blondlot". Sin embargo, Blondlot siguió trabajando como profesor universitario en Nancy hasta su jubilación anticipada en 1910. Murió a los 81 años de edad. En la época del asunto de los rayos N, Blondiot tenía aproximadamente 55 años.

## Reconocimientos
- El Parque Blondlot, en la ciudad de Nancy, lleva su nombre.
- La calle Rue des Blondlot, también en Nancy, conmemora a Nicolas y René Blondlot.